# Королевская гвардия Швеции
Королевская гвардия Швеции (швед. Högvakten) — гвардейское формирование (воинская часть, лейб-гвардейский полк) в вооружённых силах Швеции.

## История
Королевская гвардия Швеции ведёт свою историю с начала 16 века. Эти формирования постоянно несут охрану королевского дворца в Стокгольме с 1521 года. Ранее в её состав входила бригада дворцовой гвардии и шведская лейб-гвардия.

## Структура
В настоящее время в составе гвардии сохранился только полк лейб-гвардии. Штаб-квартира располагается в Стокгольме. В состав полка входят штаб, пехотные формирования, кавалерийский эскадрон и силы обеспечения.
Официально входит в состав армии королевства Швеции. Полк формируется из военнослужащих других формирований армии, а иногда и других отрядов национальных сил (например, ополчения).

## Служба
Бо́льшая часть служащих осуществляет охрану дворца в Стокгольме, меньшая - дворца Дроттнингхольм. С апреля по август в церемонии смены караула участвуют кавалеристы. Смена караула проходит каждый день в полдень (в выходные дни и праздники - ещё и вечером). Эти события привлекают большое количество туристов.

## Галерея

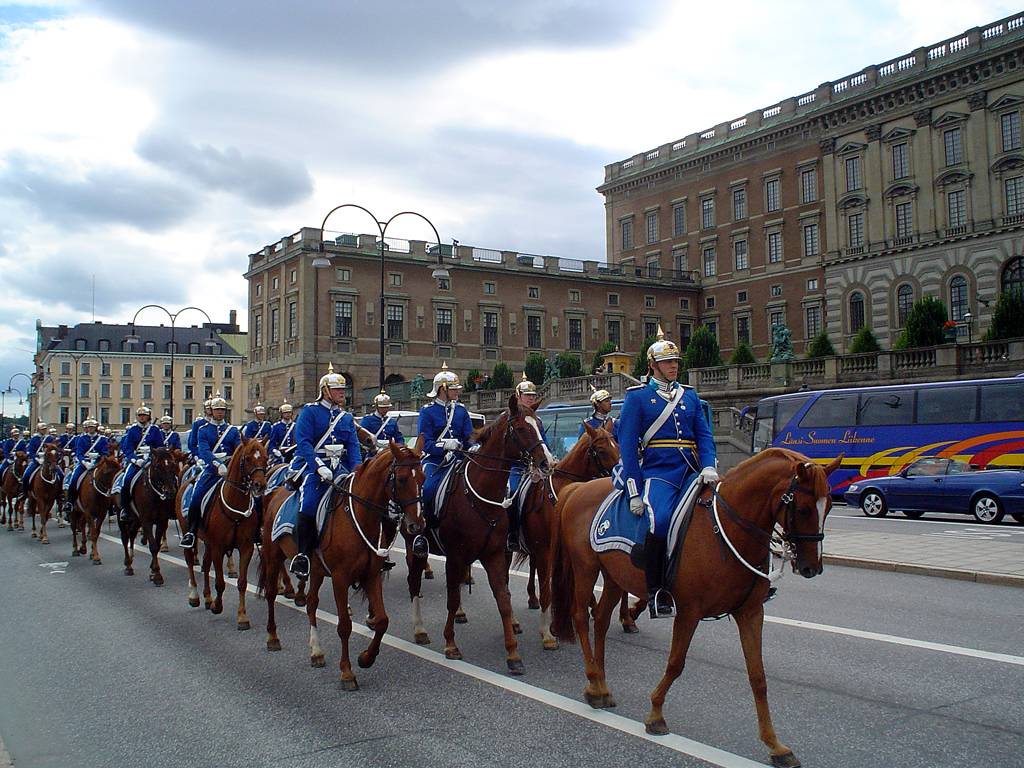
Кавалеристы у королевского дворца в Стокгольме.
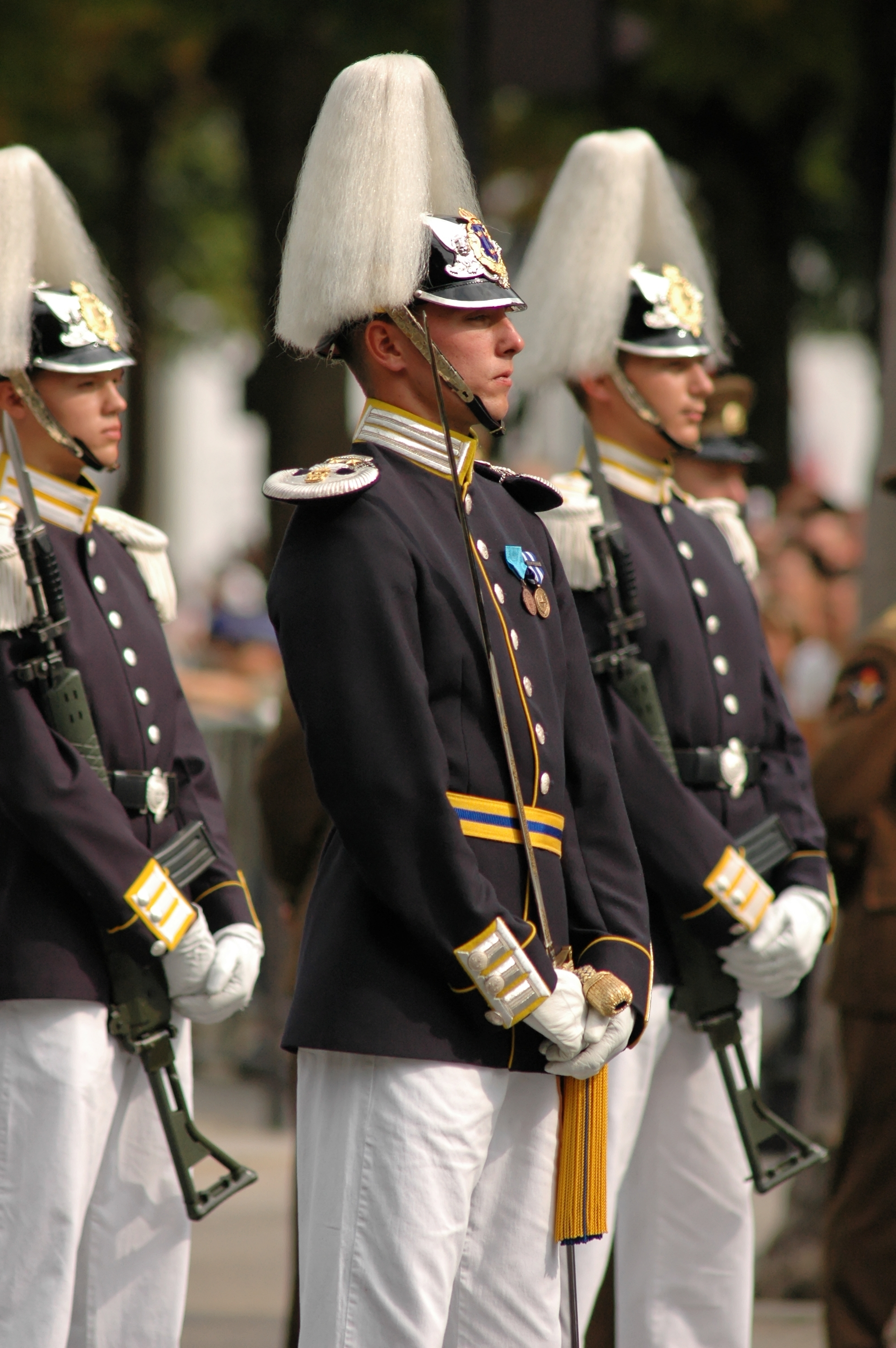
Королевские гвардейцы на дне Бастилии, 2007 год.
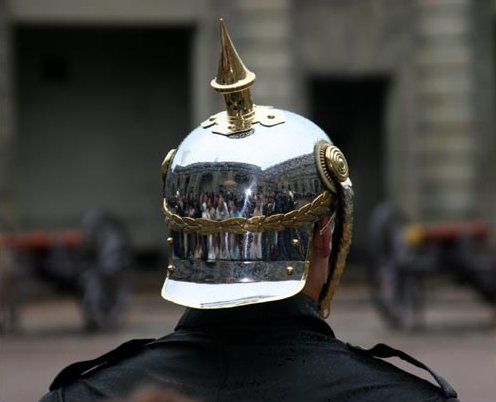
Шлем гвардейцев.
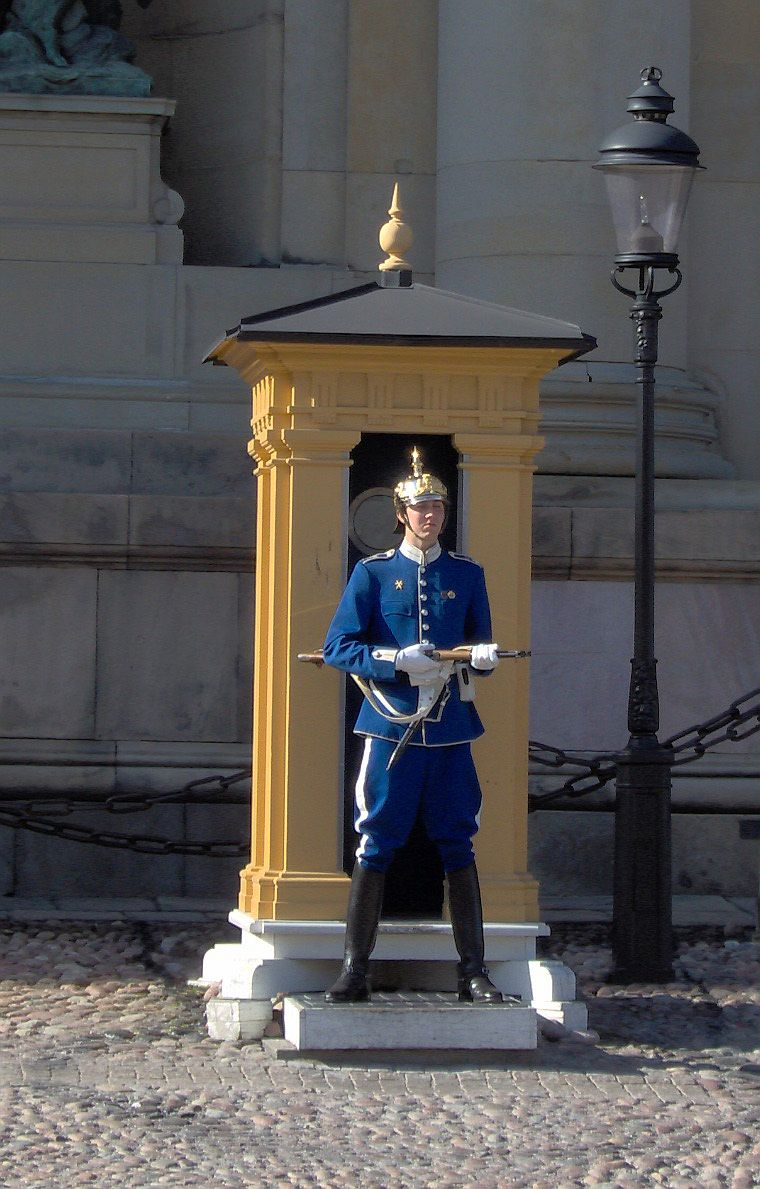
Гвардеец на посту.